# Casa Novelli
Casa Novelli (che fu Casa Guglielmini, poi  Casa Ferretti infine Casa Novi) è un palazzo rinascimentale che si trova nel nucleo medievale di Ferrara, in via Borgo di Sotto.

## Storia

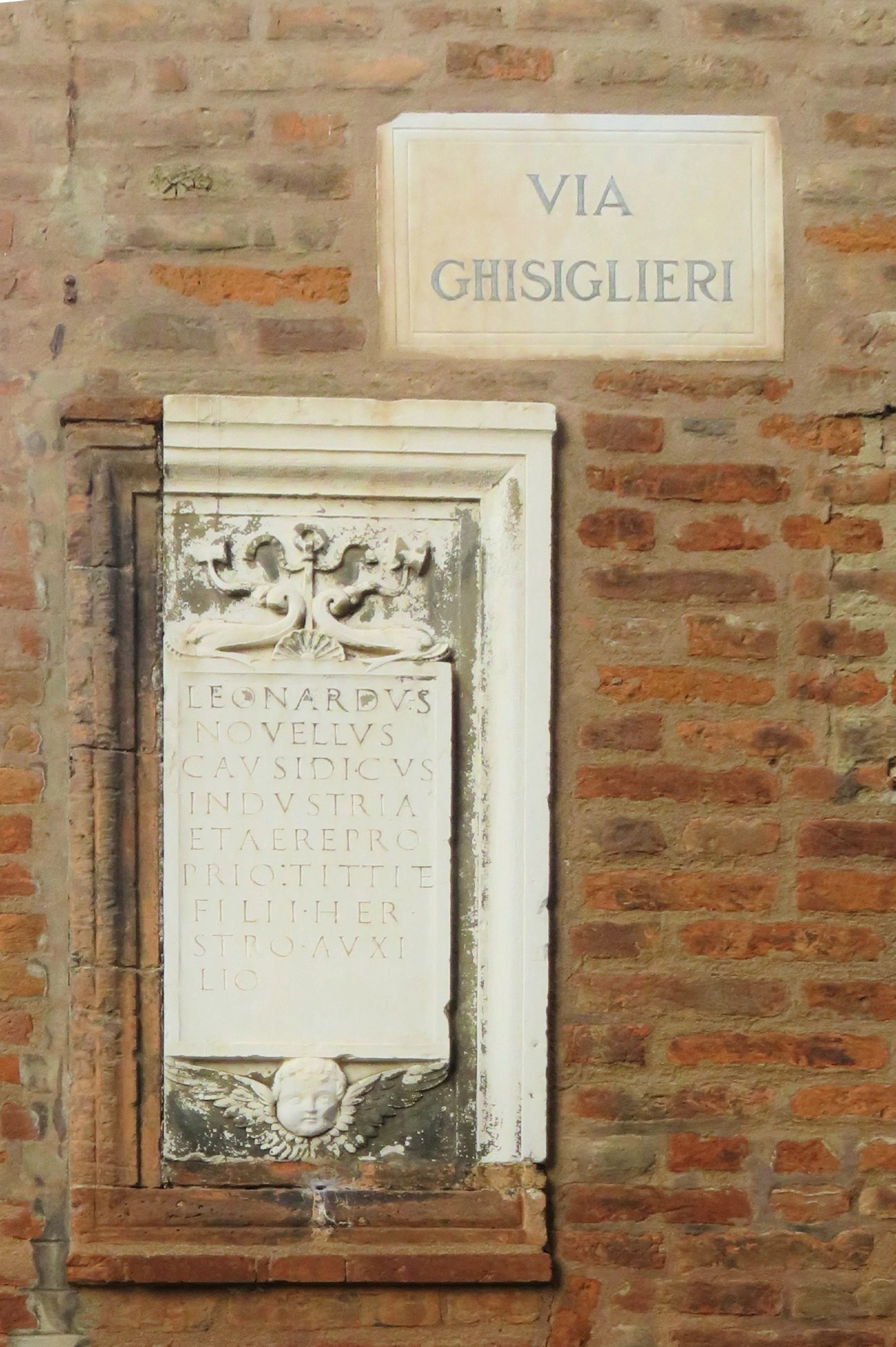
Epigrafe su via Ghisiglieri

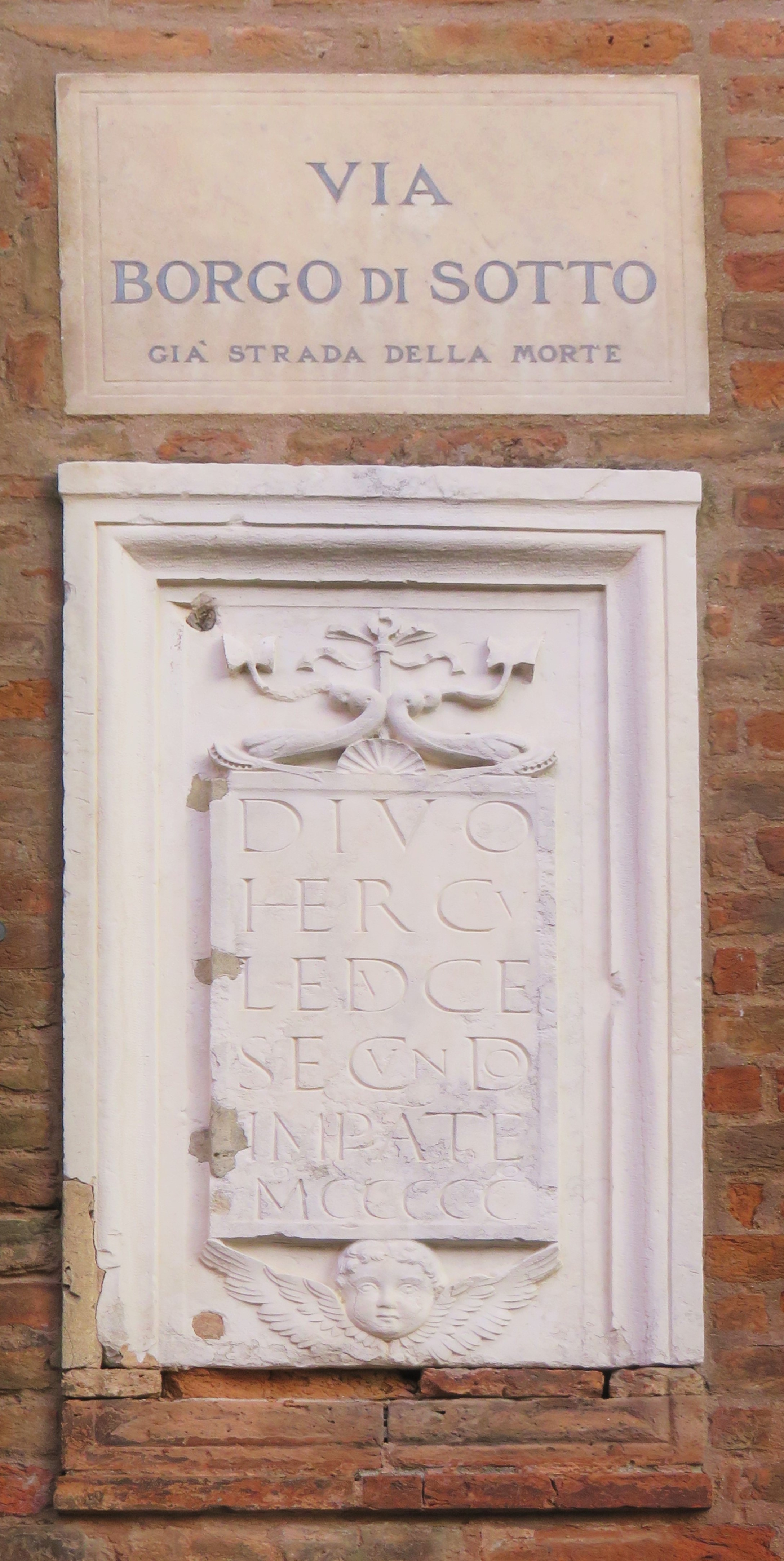
Epigrafe su via Borgo di Sotto

La casa venne costruita per l'avvocato Leonardo Novelli nel 1500. Leonardo apparteneva alla famiglia Novelli, di origini padovane ed imparentata con la casata estense.
Due targhe marmoree sull'edificio all'angolo tra via Borgo di Sotto e via Ghisiglieri ricordano sia il primo proprietario sia il duca regnante a Ferrara in quel momento, Ercole I d'Este (secondo duca di Ferrara dopo Borso d'Este).
Questo è il testo sulle due epigrafi:

LEONARDUS

NOVELLUS

CAUSIDICUS

INDUSTRIA

ET AERE PRO

PRIO TITTI ET

FILII HER.

STRO. AUXI

LIO

DIVO

HERCU

LE DUCE

SECUNDO

IMPERANTE

MCCCCC

## Aspetti artistici

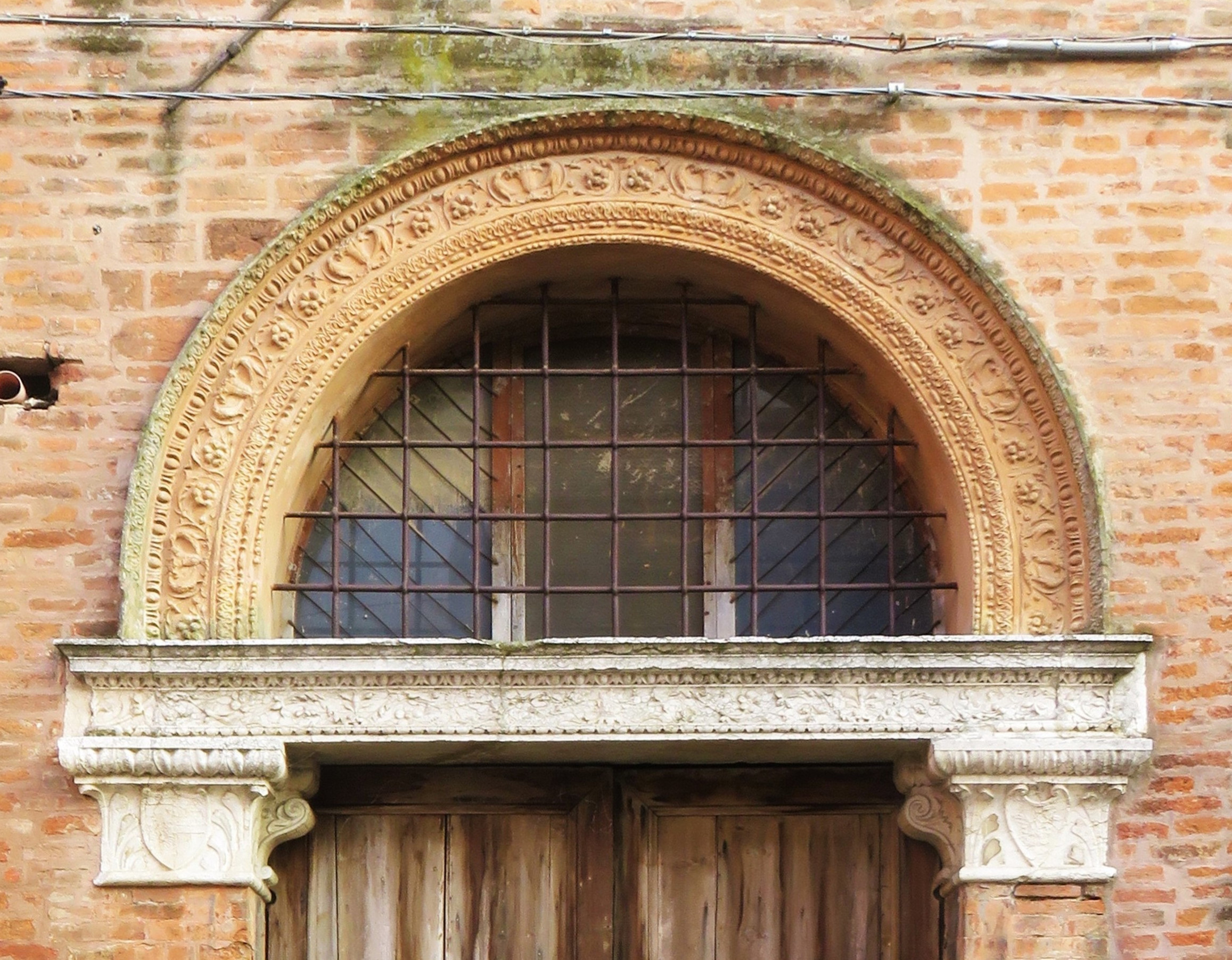
Particolare del portale di casa Novelli

Molto interessante è il portale rinascimentale in cotto descritto nei suoi particolari all'inizio del XX secolo da Giuseppe Giovanni Reggiani nel suo I portali di Ferrara nell'arte dove scrive, tra le altre osservazioni: "L'archivolto reca un delicatissimo fregio a meandri ricchi di ramoscelli, di foglie e di leggere volute".
Le modanature che ornano il volto e l'architrave del portale, attribuiti a Frisoni e Rossetti, vennero in parte utilizzati come ispirazione per altri edifici in città nel medesimo periodo.